# ジョージ・W・メルク
ジョージ・ウィルヘルム・ハーマン・エマニュエル・メルク（George Wilhelm Herman Emanuel Merck、1894年3月29日 - 1957年11月9日）は、1925年から1950年までメルク・アンド・カンパニーの社長を務めた、メルク家の一員。

## 生い立ち
ジョージ・W・メルクは、父ジョージ・フレデリック (George Friedrich) と母フリードリケ (Friedrike)（旧姓：シェンク (Schenck)）のメルク夫妻の子として、ニューヨークで生まれた。父はE・メルク社がウォール街62番地に構えた新しい事務所を監督するために、1891年にドイツから来た移住者であった。メルクはニュージャージー州ルウェリン・パークで育ち、トーマス・エジソンの仕事場にも出入りしていた。1915年に、化学のB.S.を取得してハーバード・カレッジ (Harvard College) を卒業した。在学中は、『ハーバード・ランプーン (The Harvard Lampoon)』の編集に携わった。

## 経歴
第一次世界大戦のために、ドイツでさらに上の学位を得たいというのぞみは実現できなくなった。そこでメルクは父の会社に入った。1925年には、父の死去の直前に、会長となる父の跡を継ぐ形で社長に就任した。戦間期には、同社におけるビタミン、サルファ薬、抗生物質、ホルモンなどの化学合成の技術開発を監督した。第二次世界大戦の期間には、フランク・オルソンを中心に合衆国生物兵器計画を主導した、戦争調査局 (War Research Service, WRS) を指揮した。『タイム』誌は、1952年8月18日号でアメリカ合衆国の製薬産業について特集し、表紙にメルクの姿を描いた。

## 慈善活動
1951年、メルクは 2600エーカー（およそ10km2）に及ぶ森林や農地を公共の利用のために提供した。この土地はバーモント州ルパートにある。メルクの死後、この地域は、持続可能な農林業の教育を目的として、メルク森林農地財団 (the Merck Forest and Farmland Foundation) と改称された。ハイキングやキャンプなどの活動に、人気の場所となっている。

## 栄誉
メルクは、戦争協力への貢献に対して功労章 (Medal for Merit) を授与され、アメリカ化学会から産業メダル (the Industry Medal)、複数の大学から名誉学位を贈られた。1949年から1952年にかけては、米国化学工業協会（Manufacturing Chemists' Association：後の American Chemistry Council）の会長を務め、アメリカ国立科学財団の理事会の一員ともなった。

## 病死
メルクは、脳内出血のため、ニュージャージー州ウェストオレンジで死去した。